# إدي مالون
إدي مالون (بالإنجليزية: Eddie Malone)‏ (6 أبريل 1985 بإدنبرة في المملكة المتحدة - ) هو لاعب كرة قدم بريطاني في مركزي الظهير والدفاع. لعب مع ريث روفرز وسانت جونستون ونادي دندي ونادي سانت ميرين ونادي كلايد ونادي ستنهاوسموير وبيرويك راينجرز وThe Spartans F.C. ‏ ونادي آير يونايتد ونادي غرينوك مورتون.

## وصلات خارجية
- إدي مالون على موقع قاعدة بيانات كرة القدم.إي يو (الإنجليزية)
- إدي مالون على موقع Soccerbase.com (لاعب) (الإنجليزية)